# Автошлях О 020406
Автошля́х О 020406 — автомобільний шлях довжиною 18.2 км, обласна дорога місцевого значення в Вінницькій області. Пролягає по Гайсинському району від села Тарасівка до станції Зятківці.